# 圣克莱芒-朗库德赖
圣克莱芒-朗库德赖（法語：Saint-Clément-Rancoudray，法語發音：[sɛ̃ klemɑ̃ ʁɑ̃kudʁɛ]）是法国芒什省的一个市镇，属于阿夫朗什区。该市镇于1972年由原市镇圣克莱芒（Saint-Clément）和朗库德赖（Rancoudray）合并而成。

## 地理
圣克莱芒-朗库德赖（48°40'28"N, 0°53'12"W）面积32.1 平方千米，位于法国诺曼底大区芒什省，该省份为法国西北部沿海省份，西、北、东北三面环大西洋，东起顺时针与卡爾瓦多斯省、奧恩省、马耶讷省和伊勒-维莱讷省接壤。
与圣克莱芒-朗库德赖接壤的市镇（或旧市镇、城区）包括：巴朗通、热尔、莫尔坦博卡日、勒讷堡、圣巴泰勒米、瑞维尼莱瓦莱、苏尔德瓦勒。

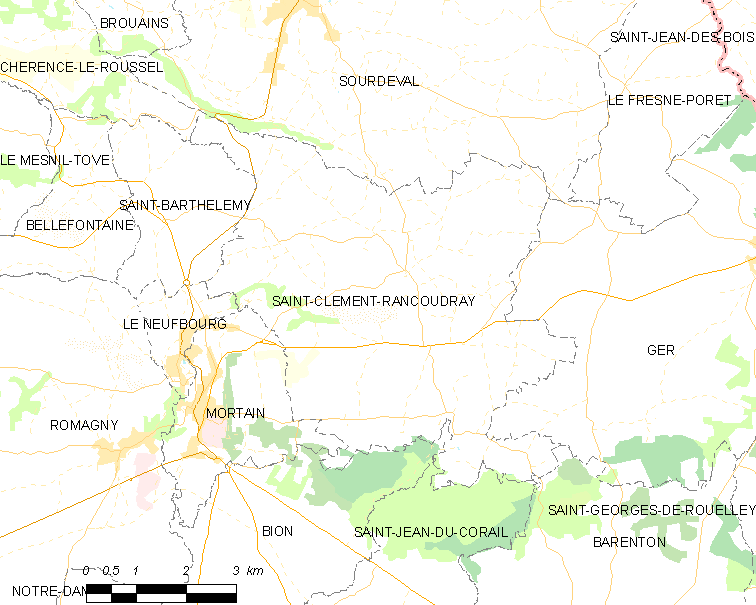
圣克莱芒-朗库德赖的OSM定位图

圣克莱芒-朗库德赖的时区为UTC+01:00、UTC+02:00（夏令时）。

## 行政
圣克莱芒-朗库德赖的邮政编码为50140，INSEE市镇编码为50456。

## 政治
圣克莱芒-朗库德赖所属的省级选区为勒莫尔泰奈县。

## 人口

1962-2008年间圣克莱芒-朗库德赖人口变化图示

圣克莱芒-朗库德赖于2022年1月1日时的人口数量为548人。